# Rebo
Rebo ist eine Rotweinsorte, die vornehmlich in Trentino (Italien) angebaut wird. Sie ist eine Kreuzung aus den Sorten Merlot und Teroldego;
Rebo Rigotti (1891–1971) hat dies im Jahr 1960 in der Weinforschungsanstalt „Istituto agrario di San Michele all'Adige“ heute Fondazione Edmund Mach in San Michele all’Adige (Trentino) durchgeführt. Im Jahr 1990 waren in Norditalien 33 Hektar mit dieser Sorte bestockt. Kleine Bestände sind auch in der Schweiz bekannt. (0,3 Hektar, Stand 2007, Quelle: Office fédéral de l'agriculture OFAG)
Im Weinanbau gilt sie als robuste Pflanze. Rebo ist eine Varietät der Edlen Weinrebe (Vitis vinifera).
- Synonyme: Die Rebsorte Rebo ist auch unter den Namen  I.R. 107- 3, Incrocio Rigotti 107- 3 oder Rigotti 107-3 bekannt. In allen 3 Fällen handelt es sich um verschiedene Schreibweisen der Zuchtstammnummer.

- Abstammung: Merlot x Teroldego

Siehe auch den Artikel Weinbau in Italien und Weinbau in der Schweiz sowie die Liste von Rebsorten.